# Justizvollzugsanstalt Hamm

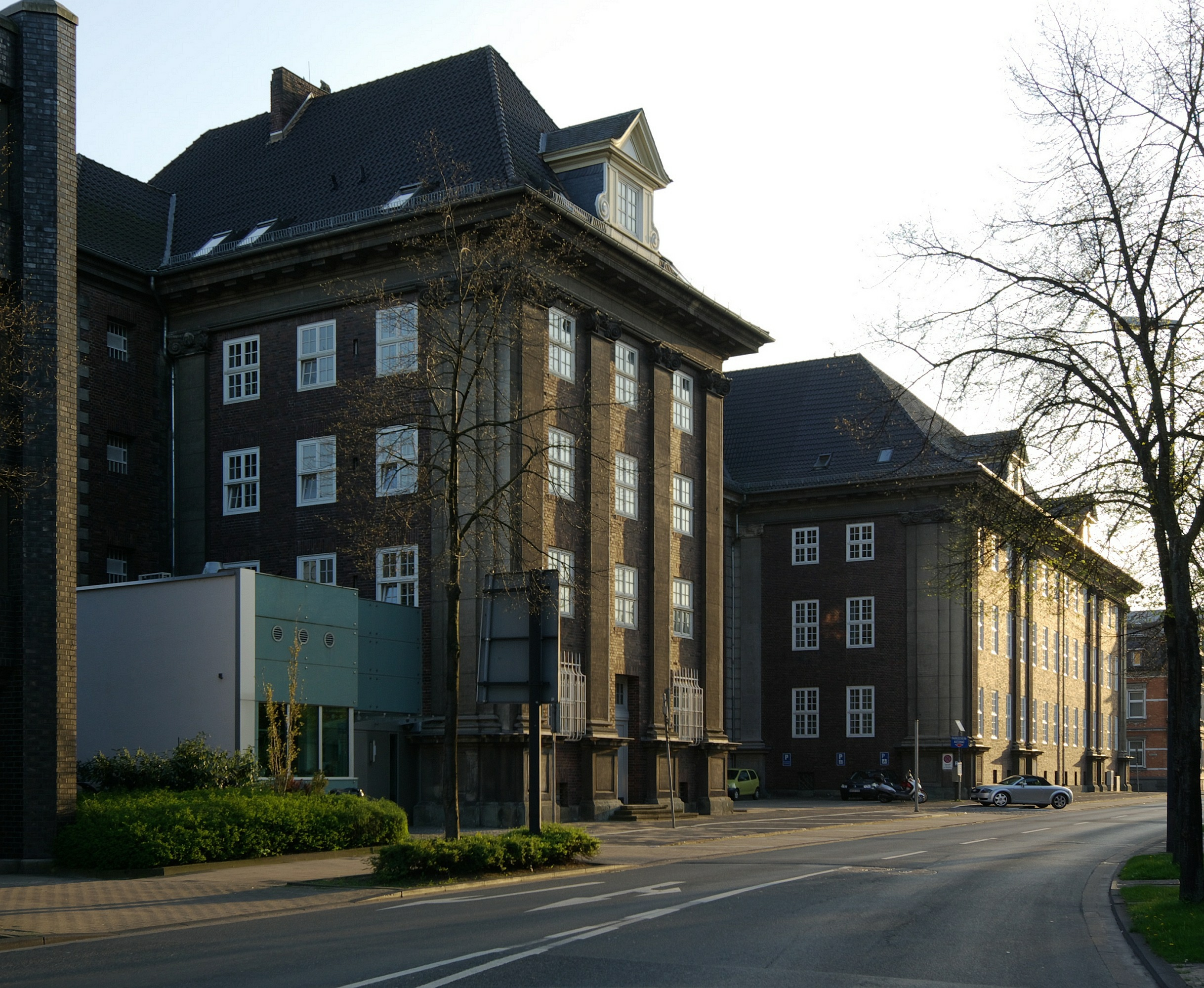
JVA Hamm

Die Justizvollzugsanstalt Hamm ist eine deutsche Justizvollzugsanstalt in Hamm. Sie besteht seit 1930 und hat Platz für 175 Häftlinge. Leiterin der Anstalt ist Elisabeth Nubbemeyer.